# 倉本實
倉本 實（くらもと みのる、1942年1月30日 - ）は、日本の実業家。NTT移動通信網（現・NTTドコモ）常務取締役、パナソニック モバイルコミュニケーションズ（現・パナソニック コネクト）取締役副社長を務めた。

## 略歴
長野県諏訪郡富士見町出身。長野県諏訪清陵高等学校を経て、山梨大学工学部卒業。1964年日本電信電話公社（現・日本電信電話）入社。1983年日本電信電話横須賀電気通信研究所（現・NTT横須賀研究開発センタ）移動通信方式研究室長。1987年同社移動体通信事業部システム開発部長。1992年NTT移動通信網（現・NTTドコモ）取締役研究開発部長。1996年同社常務取締役研究開発部長。1998年松下通信工業（のちのパナソニック モバイルコミュニケーションズ）理事移動体通信開発担当。1999年同社常務取締役技術本部長。2000年同社専務取締役通信事業担当兼技術本部長。2003年パナソニック モバイルコミュニケーションズ（現・パナソニック コネクト）取締役副社長。2005年同社技術特別顧問。2007年同社退社。2008年ネットワークバリューコンポネンツ常勤監査役。

## 著書

### 監修
- 『CDMA 移動体通信システム』ラムジー・プラサド著 科学技術出版 1997年